# Самійлівська волость
Самійлівська волость — історична адміністративно-територіальна одиниця Павлоградського повіту Катеринославської губернії.
Станом на 1886 рік — складалася з 4 поселень, 4 сільських громад. Населення — 1440 осіб (764 чоловічої статі та 676 — жіночої), 254 дворових господарств.
|                     | Площа, десятин | У тому числі орної, дес. |
| ------------------- | -------------- | ------------------------ |
| Сільських громад    | 1514           | 1182                     |
| Приватної власності | 10510          | 2450                     |
| Іншої власності     | 178            | 60                       |
| Загалом             | 12202          | 3692                     |

Найбільші поселення волості:
- Самійлівка — село при річці Тернівка за 81 версту від повітового міста, 495 осіб, 81 двір, православна Церква, цегельний завод. За 8 верст — залізнична станція Самійлівка.
- Ново-Олександрівка — село при балці Рябоконевій, 350 осіб, 54 двори, лавка.